# Erythriastis
Erythriastis is een geslacht van vlinders van de familie tastermotten (Gelechiidae).

## Soorten
- E. rhodocrossa (Meyrick, 1914)
- E. rubentula (Meyrick, 1914)